# ビリアル応力
ビリアル応力（ビリアルおうりょく、英: virial stress）は、均一系に対して用いられる原子スケールの機械的応力の尺度の一つ。 局所的なビリアル応力の表式は、分子系の自由エネルギーを変形テンソルについて汎関数微分したものとして導出できる。

## 体積平均ビリアル応力の定義
体積平均ビリアル応力の瞬時値は次の式により与えられる。
{\displaystyle \tau _{ij}={\frac {1}{\Omega }}\sum _{k\in \Omega }\left(-m^{(k)}(u_{i}^{(k)}-{\bar {u}}_{i})(u_{j}^{(k)}-{\bar {u}}_{j})+{\frac {1}{2}}\sum _{\ell \in \Omega }(x_{i}^{(\ell )}-x_{i}^{(k)})f_{j}^{(k\ell )}\right)}
ここで、以下の変数を用いた。
- k および ℓ ：領域内の原子を表わす添字
- Ω ：領域の体積
- m(k)：原子kの質量
- u(k)
i：原子kの速度ベクトルのi成分
- uj ：領域内における平均原子速度ベクトルのj成分
- x(k)
i：原子kの位置ベクトルのi成分
- f(kℓ)
i：原子kに別の原子ℓから及ぼされる力のi成分

絶対零度における表式は、すべての速度がゼロになるため以下の通りに単純化できる。
{\displaystyle \tau _{ij}={\frac {1}{2\Omega }}\sum _{k,\ell \in \Omega }(x_{i}^{(\ell )}-x_{i}^{(k)})f_{j}^{(k\ell )}}
この量は次のように解釈することができる。τ11成分は x1 方向の力を、この方向に垂直な面の面積で割った値である。このような平面で区切られた2つの隣接する領域について考えると、その境界面における応力の11成分は、面の両側にある原子間に働く相互作用の総計となる。
したがって、体積平均ビリアル応力は、ビリアル応力の瞬時値を体積平均したもののアンサンブル平均である。
3次元等方系の平衡状態においては、原子スケールの「瞬時」圧力は、負の応力テンソルの対角成分の平均により定義される。
{\displaystyle {\mathcal {P}}_{at}=-{\frac {1}{3}}\operatorname {Tr} (\tau )}
そして、圧力は瞬時圧力のアンサンブル平均により定義される。
{\displaystyle P_{at}=\langle {\mathcal {P}}_{at}\rangle }
これが領域 Ω 内の平均圧力である。

### 等価な別の定義
一部の論文や教科書ではわずかに異なるが同等の定義式を使用していることに注意が必要である。
{\displaystyle \tau _{ij}={\frac {1}{\Omega }}\sum _{k\in \Omega }\left(-m^{(k)}(u_{i}^{(k)}-{\bar {u}}_{i})(u_{j}^{(k)}-{\bar {u}}_{j})-{\frac {1}{2}}\sum _{\ell \in \Omega }x_{i}^{(k\ell )}f_{j}^{(k\ell )}\right)}
ここで、x(kℓ)
i はℓ番目の原子からみたk番目の原子の位置ベクトルのi成分である。
{\displaystyle x_{i}^{k\ell }=x_{i}^{(k)}-x_{i}^{(\ell )}}
これら二つの方程式は厳密に同等であるが、ベクトルの定義が混乱を招く可能性がある。

### 導出
ビリアル定理を用い、粒子間に働く力と容器との間の働く力を分割することによりビリアル応力は導出できる。あるいは、圧力の定義式 {\displaystyle P=-{\frac {\partial F(N,V,T)}{\partial V}}} を直接用い、スケーリングされた座標を用いて計算することによっても導出できる。

## 不均一系
系がある所与の領域において均一ではない場合、上記の体積平均された圧力は適切な尺度ではなくなる。不均一系における圧力は位置と方向に依存して変化する。したがって、不均一系においては、局所的な圧力を定義する必要がある。圧力が不均一な系の一般的な例として、地球の大気中の圧力が高度に依存することが上げられる。

## 局所ビリアル応力の瞬時値
局所ビリアル応力の瞬時値は次の式により与えられる。
{\displaystyle \tau _{ab}({\vec {r}})=-\sum _{i=1}^{N}\delta ({\vec {r}}-{\vec {r}}^{(i)})\left(m^{(i)}u_{a}^{(i)}u_{b}^{(i)}+{\frac {1}{2}}\sum _{j=1,j\neq i}^{N}({\vec {r}}^{(i)}-{\vec {r}}^{(j)})_{a}{\vec {f}}_{b}^{(ij)}\right)}

## 分子シミュレーションにおけるビリアル圧力の測定
ビリアル圧力は、上記の式を使用するか、体積をスケーリングして再計算することにより算出される。